# Louis Alexandre Pezeron
Louis Alexandre Pezeron, né le 2 mars 1989, est un joueur international français de futsal.
Pezeron débute au Kremlin-Bicêtre United à sa majorité. Il fait partie de l'équipe remportant la majorité du palmarès du club avec trois titres de champion de France et autant de Coupes de France. En 2016, il rejoint l'ACCES futsal club en Régional 1, avec qui il remporte le titre de champion d'Ile-de-France et la Coupe de France. En 2018, il revient au Kremlin-Bicêtre. 
Après plusieurs pré-sélections, Louis Alexandre Pezeron est appelé en équipe de France en 2019.

## Biographie

### En club
Alexandre Pezeron débute le futsal vers 17-18 ans au Kremlin-Bicêtre United.
En 2009-2010, il est champion de France avec le KBU. En août 2010, il dispute le tour préliminaire de la Coupe d'Europe à Hafnarfjordur en Islande.
À l'issue de la saison 2013-2014, Pezeron et son équipe atteignent la finale de la Coupe de France. Avant le match, son entraîneur Hugo Sintro loue son engagement, sa puissance physique, sa technique et sa lecture du jeu mis au service de l’équipe. Le KBU remporte la compétition (5-2) aux dépens de Cannes Bocca.
Lors de l'exercice 2014-2015, le Kremlin Bicêtre United remporte la finale de Division 1 contre Toulon Tous Ensemble à l'issue de la séance de tirs au but (5-5 tab 5-4).
La saison suivante, Alexandre et le KB remportent la finale rejouée du championnat de France face à Garges (4-3). 
À l'été 2016, Louis Alexandre Pezeron rejoint l'ACCES FC, club ambitieux de niveau régional, avec qui il remporte la Coupe de France 2016-2017.
En octobre 2018, champion de France en titre, le KB est éliminé de la Ligue des champions à l'issue du tour principal dominé par le FC Barcelone et Benfica. Pezeron marque le dernier but de son équipe lors du deuxième match contre les Belges du FSP Halle-Gooik perdu 9-4. 

### Futsal universitaire
En 2011, avec l'université Paris 1, Pezeron est champion de France universitaire de futsal notamment aux côtés de ses partenaires en club les frères Yassine et Abdessamad Mohammed et Azdine Aigoun. Il est ensuite champion d'Europe.
Fin juillet 2013, avec l’Université Paris 1 Pantheon-Sorbonne composée pour majorité de joueurs du KBU, Pezeron participe au championnat d'Europe universitaire. Il marque quatre buts lors des trois premiers matchs. Son équipe perd en finale contre l'université de Valladolid.
En juillet 2016, Alexandre Pezeron fait partie de l'équipe de France universitaire de futsal au championnat du monde universitaire à Goiânia au Brésil, avec ses coéquipiers du KBU Sid Belhaj, Nassim Boudebibah et Mbaré Dhee. Alexandre marque lors du premier match contre le Portugal (victoire 4-1). Les Bleus perdent en demi-finale contre le pays hôte puis le match de la troisième place.

### En équipe nationale
Après plusieurs pré-sélections, Alexandre Pezeron devient international français. En avril 2019, il est retenu en équipe de France pour deux matches amicaux contre l'Angleterre à Besançon, conclus par deux victoires 1-0 puis 6-0.

## Palmarès
- Ligue des champions
  - Meilleur résultat : tour élite en 2015-2016 (en) avec le KB.

- Championnat de France (3)
  - Champion : 2010, 2015 et 2016 avec le KB.

- Coupe de France (3)
  - Vainqueur : 2014, 2016 avec le KB et 2017 avec ACCES.
  - Finaliste : 2013 avec le KB.